# Avetheropoda
Avetheropoda – klad obejmujący Allosaurus fragilis, Passer domesticus, ich ostatniego wspólnego przodka i wszystkich jego potomków (Holtz et al. 2004).